# مجموعة مكثفة في حد ذاتها
في الرياضيات، يطلق على المجموعة الجزئية {\displaystyle A} للفضاء الطوبولوجي على أنها مكثفة في حد ذاتها إذا لم تكن {\displaystyle A} تحتوي على نقاط معزولة.
وتكون كل مجموعة مغلقة مكثفة في حد ذاتها عبارة عن مجموعة مثالية. والعكس صحيح، حيث تكون كل مجموعة مثالية مكثفة في حد ذاتها.
ومن بين الأمثلة البسيطة لمجموعة تكون مكثفة في حد ذاتها ولكنها لا تكون مغلقة (وبالتالي لا تكون مجموعة مثالية) المجموعة الفرعية للأعداد غير النسبية (والتي ينظر إليها على أنها مجموعة فرعية للأعداد الحقيقية). وتكون هذه المجموعة مكثفة في حد ذاتها لأن كل جوار لعدد غير نسبي {\displaystyle x} يحتوي على عدد غير نسبي آخر واحد على الأقل {\displaystyle y\neq x}. وفي المقابل، فإن هذه المجموعة من الأعداد غير النسبية لا تكون مغلقة لأن كل عدد نسبي يقع في الغالق. ولأسباب مشابهة، تكون مجموعة الأعداد النسبية (التي ينظر إليها كذلك على أنها مجموعة جزئية من الأعداد الحقيقية) مكثفة كذلك في حد ذاتها ولكنها لا تكون مغلقة.
والأمثلة المذكورة أعلاه، والمتعلقة بالأعداد غير النسبية والأعداد النسبية، تعد كذلك مجموعات مكثفة في فضائها الطوبولوجي، أي {\displaystyle \mathbb {R} }. وللاطلاع على مثال مكثف في ذاته ولكنه ليس مكثفًا في فضائه الطوبولوجي، دعونا نلق نظرة على {\displaystyle \mathbb {Q} \cap [0,1]}. فهذه المجموعة ليست مكثفة في {\displaystyle \mathbb {R} } إلا أنها مكثفة في حد ذاتها.
ومن المثير للاهتمام كذلك أن نلاحظ أنه رغم تكرار المعنى، فإن نطاق الدالة المستمرة يجب أن يكون متمثلاً في اتحاد المجموعات المكثفة في حد ذاتها و / أو النقاط المعزولة.[بحاجة لمصدر]